# Rana tagoi
Rana tagoi är en groddjursart som beskrevs av Okada 1928. Rana tagoi ingår i släktet Rana och familjen egentliga grodor. IUCN kategoriserar arten globalt som livskraftig. Inga underarter finns listade i Catalogue of Life.